# Hot Dog (2018)
Hot Dog ist eine deutsche Filmkomödie von Torsten Künstler mit Til Schweiger und Matthias Schweighöfer in den Hauptrollen. Der Film kam am 18. Januar 2018 in die deutschen Kinos.

## Handlung
Luke, GSG-10-Ermittler, und Theo, Polizist, müssen sich zusammentun, als Mascha, die Tochter des moldawischen Präsidenten, aus dem Schloss Bellevue entführt wird. Bei ihrer Rettungsmission lassen die beiden kein Fettnäpfchen aus und hinterlassen eine gewaltige Spur der Verwüstung. Gemeinsam mit der Hackerin Nicki kommen sie einer Verschwörung auf die Spur, die offenbart, dass hinter der Entführung mehr steckt als eine reine Lösegeldforderung. Mascha gehört dazu und wollte entführt werden. Am Schluss zerstören sie alles und Luke geht zu einer Spezialeinheit.

## Kritik
Der Filmdienst resümierte, die „extrem unlustige, abgeschmackte und in ihrem Actionplot vorhersehbare Buddy-Klamotte verlässt sich bei ihrer Anlehnung an US-amerikanische Vorbilder viel zu sehr auf das vermeintlich zugkräftige Darsteller-Duo“.
Die Zeit schreibt über den Film und seine Hauptdarsteller: „Zwei arme Würstchen“. „So schlimm ihr Film auch ist, er kommt genau zum richtigen Zeitpunkt“, so das Urteil der Kritikerin Jenni Zylka. „Klischees genau dann zu brechen, wenn es drauf ankommt, und sie damit zu entlarven – was einen Buddy-Film ausmacht, verpennt der Regisseur“ ihrer Ansicht nach „völlig“. Durch den ganzen Film zögen sich „verklemmte Phallussymbolik“ ebenso wie exzessive Produktplatzierungen. „Beide Männertypen in Hot Dog“ erscheinen „derart rückständig, dass eine Identifikation kaum möglich scheint. So was kann, um im Schweigerschen Begriffekosmos zu bleiben, nur ein Groupie lieben.“